# Stanisław Siewierski

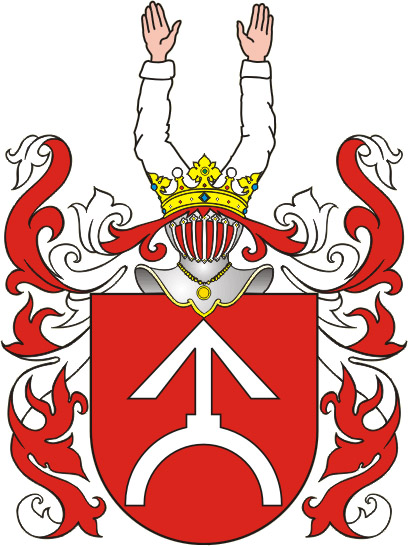
Ogończyk

Stanisław Siewierski herbu Ogończyk (zm. 1610/1611) – polski szlachcic, starosta ostrzeszowski 1591–1610.

## Życiorys
Stanisław Siewierski pochodził ze szlacheckiego rodu Siewierskich herbu Ogończyk. Był ojcem starosty ostrzeszowskiego Andrzeja Siewierskiego i komornika wieluńskiego Stanisława Siewierskiego.
W latach 1591–1610 Siewierski sprawował urząd starosty ostrzeszowskiego. Stanisław Siewierski był protestantem, w 1607 roku na synodzie w Miłosławiu wybrany został seniorem świeckim luterskim w dystrykcie pyzdrskim. Siewierski był właścicielem Smolic, gdzie został pochowany, podczas jego pogrzebu przemawiał sławny Samuel Dambrowski.